# Авиационная катастрофа в Стокпорте
Катастрофа Canadair C-4 в Стокпорте — крупная авиационная катастрофа, произошедшая 4 июня 1967 года. Авиалайнер Canadair C-4 Argonaut авиакомпании British Midland Airways (BMA), выполнявший рейс по маршруту Мальорка—Манчестер, рухнул на землю недалеко от центра Стокпорта в жилом районе. Из находившихся на его борту 84 человек (79 пассажиров и 5 членов экипажа) выжили 12; погибших и раненых на земле не было.
Катастрофа в Стокпорте стала четвёртой (по количеству погибших) авиакатастрофой в истории гражданской авиации Великобритании.

## Самолёт
Canadair C-4 Argonaut (регистрационный номер G-ALHG, серийный 153) был выпущен в феврале 1949 года. 23 февраля того же года был передан авиакомпании British Overseas Airways Corporation (BOAC). 19 апреля 1960 года перешёл в авиакомпанию Overseas Aviation Ltd, от неё 14 ноября 1961 года перешёл в авиакомпанию British Midland Airways (BMA). Оснащён четырьмя турбовинтовыми двигателями Rolls-Royce Merlin 622.

## Экипаж
Самолётом управлял опытный экипаж, в составе которого находились:
- Командир воздушного судна (КВС) — 41-летний Гарри Марлоу (англ. Harry Marlow). Опытный пилот, налетал 10 197 часов, 2009 из них на Canadair C-4 Argonaut (свыше 1900 из них в должности КВС).
- Второй пилот — 21-летний Кристофер Поллард (англ. Christopher Pollard). Малоопытный пилот, налетал 1001 час, 136 из них на Canadair C-4 Argonaut.

В салоне самолёта работали два бортпроводника:
- Энтони Тейлор (англ. Anthony Taylor),
- Джулия Партлетон (англ. Julia Partleton).

Также в составе экипажа был авиамеханик Джеральд Ллойд (англ. Gerald Lloyd).

## Катастрофа
Canadair C-4 Argonaut (борт G-ALHG) компании «Arrowsmith Holidays Ltd» выполнял рейс из Мальорки в Манчестер, доставляя отдыхающих с Балеарских островов. Лайнер приземлился в Мальорке в 02:20 UTC и после принятия на борт пассажиров и заправки вылетел из аэропорта в 04:06; всё время полёта до подхода к Манчестеру авиамашиной управлял второй пилот.
В 09:01 при подлёте к Манчестеру пилоты не смогли сразу посадить самолёт и ушли на второй круг. Во время набора высоты в момент пролёта над Стокпортом у лайнера с интервалом в 15 секунд отказали оба правых двигателя (сначала № 4, затем № 3). Лайнер потерял управление, но пилоты, продолжая держать его в воздухе, повели его на посадку в аэропорту Манчестера, но в 09:09 UTC при заходе на посадку лайнер внезапно накренился вправо и правым крылом зацепил землю. От удара самолёт резко развернуло вправо и его левое крыло зацепило трёхэтажное здание и оторвалось, после чего лайнер пластом рухнул на небольшую открытую площадку в густонаселённом районе Стокпорта, недалеко от центра города. От удара о землю лайнер полностью разрушился, относительно уцелела только хвостовая часть.
Из находившихся на борту лайнера 84 человек погибли 72 — 3 члена экипажа (второй пилот, бортпроводник Тейлор и авиамеханик) и 69 пассажиров, выжили 12 человек — 2 члена экипажа (КВС и стюардесса Партлетон) и 10 пассажиров; все получили ранения. Несмотря на то, что катастрофа произошла в густонаселённом районе, погибших и раненых на земле не было. Поскольку в тот день было воскресенье и многих не было на работе, катастрофа привлекла большую толпу очевидцев, которая (она составляла около 10 000 человек) сильно мешала работе медиков и спасателей.

## Расследование
Следователи из Отдела по расследованию авиационных происшествий Великобритании (AAIB) определили, что отказ двух правых двигателей был вызван истощением авиатоплива из-за ранее неизвестного дефекта в топливной системе самолёта C-4 Argonaut. Машина имела 8 топливных баков, разделённых на пары. Каждая пара баков питала один двигатель, но была также система перекрёстной подачи, которая позволяла при необходимости подавать авиатопливо из другой пары резервуаров в другие двигатели. Было обнаружено, что селекторы, управляющие клапанами поперечной подачи авиатоплива, были плохо размещены в кабине экипажа и сложны в управлении. Это могло привести к непреднамеренному выбору поперечной подачи из некоторых пар резервуаров, что привело к истощению авиатоплива в этих резервуарах и выходу из строя соответствующих двигателей.
Данные проблемы были замечены пилотами других самолётов этой модели и раньше, но ни BMA, ни другие авиакомпании, эксплуатирующие C-4 Argonaut (Trans-Canada Air Lines и Canadian Pacific Air Lines), не сообщили об этом компании-производителю. Без этой информации следователи AAIB считали, что пилотам борта G-ALHG было чрезвычайно трудно определить точный характер аварийной ситуации. Проблемы с авиатопливом были замечены на разбившемся самолёте ещё за 5 дней до катастрофы, но об этом стало известно только через 4 месяца после трагедии.
Также стало известно, что командир разбившегося рейса работал без отдыха почти 13 часов. Это было в пределах правовых и эксплуатационных ограничений, но в ходе расследования было отмечено, что он допустил несколько ошибок при повторении сообщений от УВД Манчестера.
Также следователи AAIB проверили выживаемость пассажиров и членов экипажа в момент катастрофы. Осмотры тел пассажиров показали, что все, кто находился в передней части фюзеляжа, погибли в результате быстрых травм после падения самолёта, а те, кто находился в хвосте, получили серьёзные травмы нижних конечностей, которые не позволили им покинуть самолёт. Следователи установили, что крепёжные планки, предназначенные для разделения рядов сидений, были слишком слабыми, чтобы не допустить разрушения рядов, и определили, что, если бы планки были достаточно прочными, большинство пассажиров смогли бы покинуть самолёт.
КВС Марлоу выжил в катастрофе, но заболел амнезией и не помнил последних минут полёта. В момент отказа двигателей по правому борту самолёт оказался над открытой площадкой, и следователи AAIB полагали, что он после потери мощности двигателей стал полностью неуправляемым. Но показания свидетелей говорили о том, что лайнер после отказа двигателей во избежание столкновения со зданиями сделал поворот влево и выровнялся.

## Память
- В 1998 году на месте катастрофы двое выживших пассажиров (Вивьен Торнбер (англ. Vivienne Thornber) и Гарольд Вуд (англ. Harold Wood)) открыли мемориальную доску. В 2002 году была начата кампания по созданию ещё одного мемориала, но уже в память о спасателях, которые рисковали своими жизнями, чтобы спасти выживших из разбившегося самолёта; кампанию поддержал премьер-министр Великобритании Тони Блэр[8]. Второй мемориал был открыт в октябре 2002 года[9].
- В 2007 году была проведена церковная служба в честь 40-летия со дня катастрофы.
- 4 июня 2017 года, в 50-ю годовщину катастрофы (также воскресенье), епископ Стокпортский руководил богослужением на месте падения лайнера, где были представлены новые информационные щиты с подробным описанием катастрофы и имена 72 погибших.
- К 50-й годовщине катастрофы эксперт по авиации Ян Барри (англ. Ian Barrie) и продюсер Роджер Боден (англ. Roger Boden) создали документальный фильм «В шести милях от дома: История авиакатастрофы в Стокпорте» (англ. Six Miles from Home: The Story of the Stockport Air Disaster)[7].